# Tisa Nouă, Arad
Tisa Nouă (în maghiară Réthát, în germană Wiesenhaid) este un sat în comuna Fântânele din județul Arad, Banat, România.

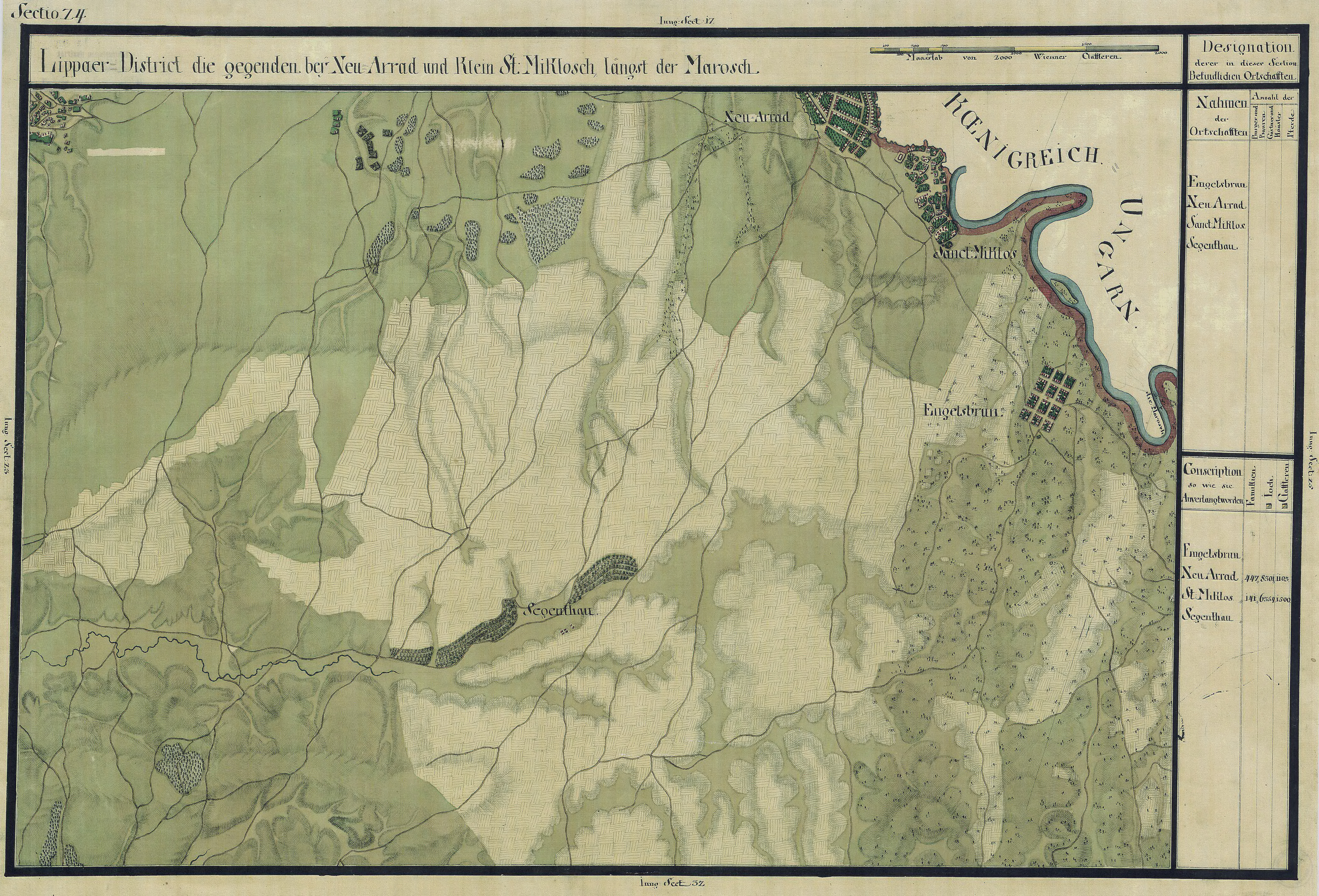
Harta Iosefină a Banatului, 1769-1772 (pg024)

Localitatea nu apare pe Harta Iosefină a Banatului din 1769-1772 (pg024), satul fiind la data ridicării topografice în fază incipientă de construcție.

## Istoric
În vechime pe acest teritoriu n-a existat nici o așezare umană, era numai o cȃmpie mlăștinoasă, ușor denivelată, neîmpădurită, care a purtat diferite toponimii (Abád, Ibét, Apad, Asszonylaka). S-a folosit de proprietarii terenului ca pășune pentru cirezile de vite.
Satul actual a fost întemeiat în anul 1771 de către coloniști germani, în cadrul celei de a doua etape de colonizare cu germani a Banatului (1763-1772), pe vremea regenței comune a împărătesei Maria Tereza și a fiului ei Iosif al II-lea, prin exproprierea unor terenuri extravilane ale satului românesc învecinat Firiteaz.
Emisarii habsburgici au fost trimiși în imperiu pentru a recruta familii germane și au traversat inițial Schwäbisch-Österreich (Suabia Austriei Superioare), deoarece majoritatea prinților germani din sudul imperiului s-au opus inițial cu înverșunare emigrării supușilor lor. Primii coloniști ai celei de-a doua colonizari au fost într-adevăr șvabi. Acesta este explicația denumirii generice a tuturor coloniștilor germani ca fiind „șvabi“, cu toate că marea majoritate a lor provenea din alte regiuni.
Motivele pentru care aceste familii au părăsit definitiv teritoriile de baștină: iobăgie, munci obligatorii neplătite, stare de război, sărăcie, atacuri tȃlhărești în zonele de graniță ș.a.
Coloniștii germani din cele 3 valuri de colonizare au călătorit pe Dunăre, plecȃnd din Ulm, Günzburg, Donauwörth sau  Regensburg pȃnă la Viena, timp de 8-10 zile. După rezolvarea formalităților la Viena, au fost duși mai departe pe Dunăre (cu alte vase) pȃnă la Budapesta, Dunaújváros, Paks, Baja, Mohács, Apatin, Novi Sad sau Panciova (Belgrad), unde au debarcat, continuȃnd călătoria pe jos sau cu căruțe cu cai pȃnă la destinațiile atribuite.
La Tisa Nouă au fost colonizate familii germane romano-catolice, originare predominant din Alsacia si Lorena dar și din alte părți ale Germaniei de sud. Din localitățile de baștină au călătorit pe cont propriu pȃnă la portul din Ulm, unde au fost îmbarcate pe ambarcațiuni speciale (Ulmer Schachteln) cu care, după 8-10 zile, au ajuns la Viena. In Viena, după formalitățile de rigoare, au primit bani și pașapoarte, au fost transportate mai departe pe Dunăre (cu alte ambarcațiuni) pȃnă la un loc de debarcare, unde au fost îndrumate spre actualul loc al satului pe care urmau să-l construiască. Călătoria s-a făcut cu căruțe cu cai (cumpărate în Ungaria), durȃnd mai multe zile (cca 20 km pe zi).
Satul s-a conceput, ca și restul satelor din Banat, în forma unei table de șah, cu străzi largi, întretăiate în unghi de 90°. De asemenea, toate casele noi au fost edificate după un model standard, tip vagon. Autoritățile austriece au prevăzut pentru acest nou sat 100 case, din care 98 case de locuit, o casă-școală (în care funcționa provizoriu și biserica romano-catolică) și un birt.
În anii 1946-1948 numeroase familii de români din satul Tisa, județul Arad, au fost colonizate aici, prilej cu care satul Wiesenhaid (până la acea dată cu populație predominant germană) a fost redenumit Tisa Nouă.
În 1945, 130 de locuitori au fost deportați la muncă forțată în Uniunea Sovietică, unde au murit 26 de persoane.
După 1970 a început emigrarea germanilor din sat spre Germania. La ora actuală (2024) nu mai există nici un german în sat.

## Evoluția toponimiei
- Wiesenhaid (1771-1848)
- Réthát (1848-1924) (traducerea în limba maghiară a toponimului Wiesenhaid)
- Viesenhaid (1924-1946)
- Tisa Nouă (după 1946)

## Lăcașuri de cult
- Biserica romano-catolică „Nașterea Maicii Domnului” (1846).
- Biserica ortodoxă „Sf. Ierarh Nicolae” (1981), Tisa Nouă nr.292 (250 familii cu 750 credincioși[4]).
- Biserica penticostală „Tabor”.[5]

## Cultură
- Orga bisericii romano-catolice a fost construită de către arădeanul Anton Dangl (Anton Dangl Bürgerlicher Orgel und Instrumentenmacher) în anul 1857. 
- Pe altarul principal al bisericii romano-catolice se găsesc două sculpturi valoroase aduse din Tirolul de Sud: „Buna Vestire“ și „Cina cea de Taină“. 
- In fața acestei biserici există un crucifix de dimensiuni mari.
- In parcul satului se află monumentul Sf.Treimi (Dreifaltigkeitsäule) ridicat de Johann Reingruber în anul 1894.

## Galerie de imagini

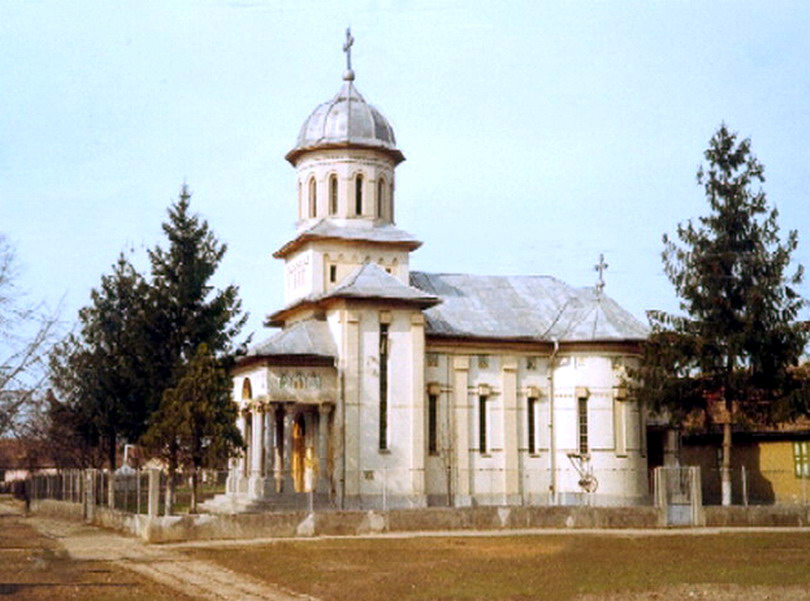
Biserica ortodoxă "Sf.Ierarh Nicolae"
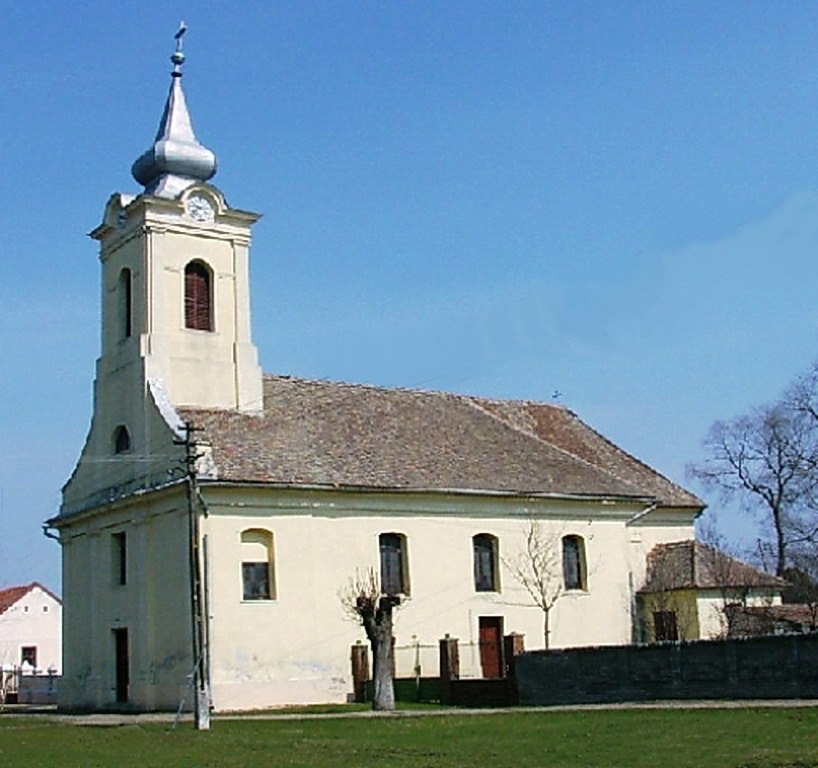
Biserica romano-catolică "Naşterea Maicii Domnului"
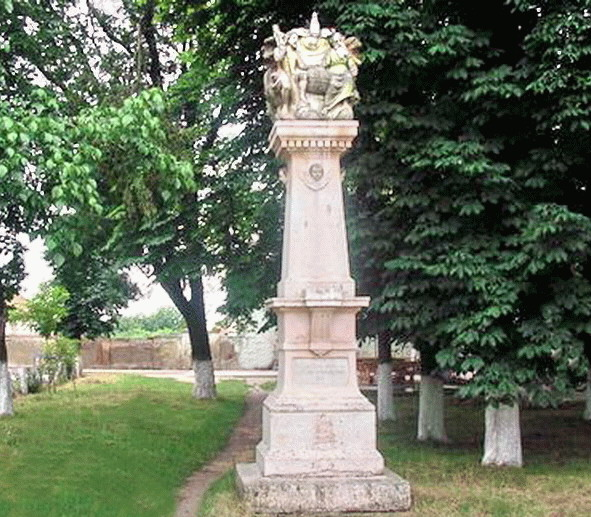
Columna Sfintei Treimi din faţa bisericii romano-catolice
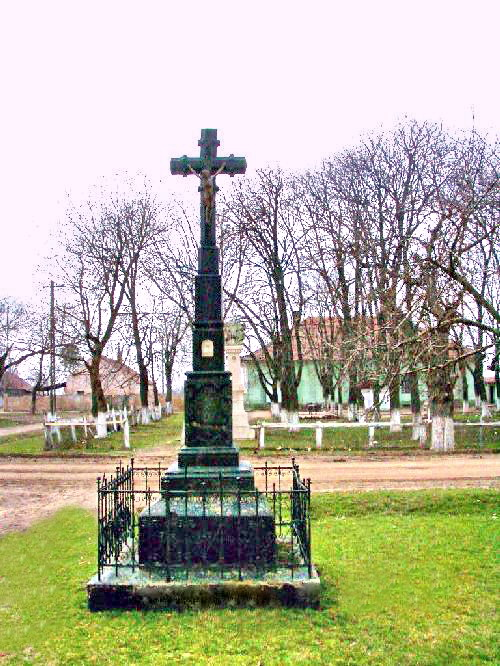
Crucifixul din faţa bisericii romano-catolice